# Llinatge dels Banyuls
Els Banyuls foren una coneguda dinastia de cavallers catalans que posseïa diverses senyories al Rosselló, el Conflent el Vallespir i el Capcir, de les quals destacaven Nyer, Montferrer, Porcinyans, Fórnols, Puig, Real i Odelló. Entre el segle xvi i XVII foren els caps del bàndol dels Nyerros enemic dels Cadells.

## Història de la família

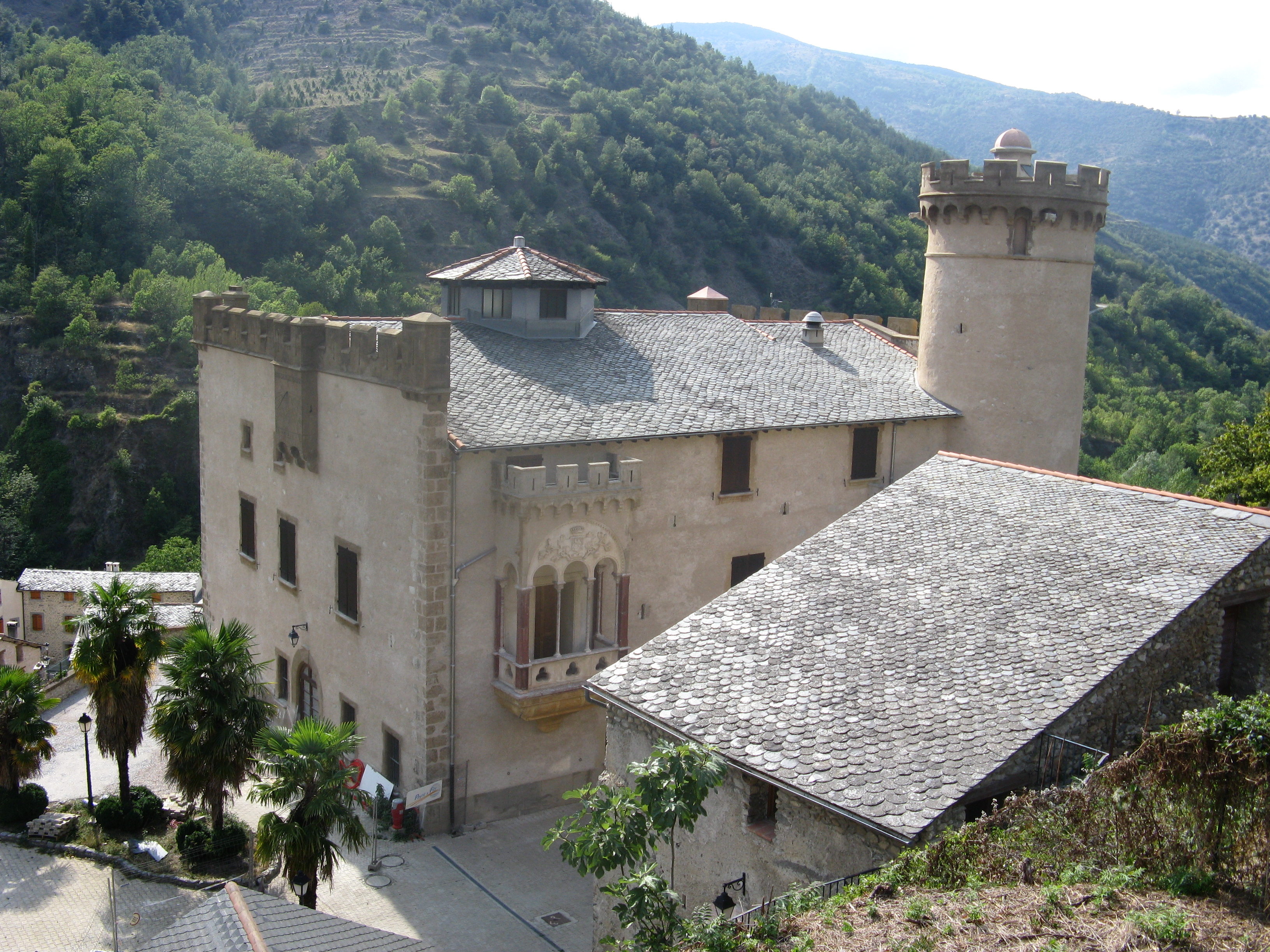
L'actual castell de Nyer.

La documentació de llurs orígens es remunta fins als segles xii i xiii com a castlans del Temple, que eren simples cavallers sense terres que s'enrolaren a la conquesta de Mallorca i a l'expedició que culminà a la batalla de les Navas de Tolosa. Al segle xiv eren senyors dels llocs de Banyuls dels Aspres i Sant Joan la Cella.
Precisament al tombant del XIII al XIV la família va començar a prendre relleu amb el senyor de Banyuls l'aventurer Dalmau, qui va anar al nord d'Itàlia per posar-se al servei de diversos personatges i institucions: el rei de Nàpols Robert d'Anjou, la lliga güelfa, el papat i Venècia, participant de diverses guerres i setges. En tornar als Comtats fou conseller del rei Sanç I de Mallorca, després va participar en les lluites posteriors contra el regent Felip i finalment esdevingué el lloctinent reial al Rosselló del rei Jaume III de Mallorca. El seu fill Dalmau II ja posseïa (?-1378) les senyories de Nyer, Porcinyans i la Roca.
Al segle següent Joan II de Banyuls (?-1434) s'embarcà vers les campanyes dels Trastàmara a Còrsega, Sardenya i Nàpols. EL seu hereu Francesc (?-1480) estigué ocupat en reprimir les revoltes dels seus pagesos i en general participant en les diverses guerres remences al bisbat de Girona. Al segle xvi el patrimoni familiar es veié notablement ampliat amb terres a l'alta Garrotxa gràcies al casament de Joan IV (?-1545) amb la filla dels senyors de Bellpuig.
Fou sobretot en temps del bregós Tomàs de Banyuls i de Llupià (1556-1627) quan la família adquirí més anomenada a causa de les famoses bandositats entre nyerros i cadells que van sacsejar la Catalunya moderna fins al XVII. En aquella època els Banyuls havien comprat nombroses fargues arreu dels Pirineus i prepirineus (per exemple les de Montferrer i Leca al Vallespir, o les de la vall de Camprodon), i a principis del XVII rebien a més la baronia de Sales de Llierca: aquest domini del mercat els reportava un benefici de 2.000 lliures a l'any, però a la vegada els va enfrontar amb altres senyors fargaires. El joc de relacions es complicava amb els vassallatges feudals dels diversos personatges d'aquest enfrontament, per exemple els Banyuls subfeudataris dels vescomtes d'Èvol. Tomàs (senyor de Nyer des del 1576) mobilitzà una bandositat que actuà pel Conflent i la Cerdanya, els membres de la qual s'anomenaren nyerros. Aquesta activitat va acabar requerint la intervenció de les autoritats reials, entre les quals hi havia el veguer del Conflent Joan Cadell, que l'arribaren a assetjar el 1581. Com a càstig per les bandositats va haver de servir a les campanyes del rei a Itàlia. Posteriorment, en canvi, era Banyuls qui el 1588 assetjava el Cadell al seu castell d'Arsèguel.
Dècades després va destacar el seu net Tomàs de Banyuls i d'Orís (? - Barcelona 1659) que era senyor de Nyer i ja era reconegut com a noble: A l'inici de la Guerra dels Segadors el 1640 fou nomenat mestre de camp de les tropes de la Generalitat a la vegueria del Conflent. Les noves autoritats franceses li atorgaren importants càrrecs oficials dels Comtats, però cap al final de la guerra va acabar revoltant-se contra ells (com feren moltes altres persones) a causa de les malvestats i il·legalitats que també llurs exèrcits cometien en terra catalana, tot i que hagué de fugir cap al Principat. Més endavant el seu fill Carles (1647 - Barcelona 1687) era un dels membres de la conspiració de Vilafranca, un intent de revolta antifrancesa el 1674 que va fracassar i l'obligà a fugir a Barcelona.
A causa dels avatars, l'ascendida baronia de Nyer va acabar en mans de llur germà Francesc de Banyuls (? - 1695), el qual a partir de llavors va començar una branca dels Banyuls reiteradament fidel a l'autoritat de França. La dinastia es dedicà professionalment a la carrera militar durant els segles següents. Van participar en la Primera Guerra Mundial, i més tard en la Guerra d'Indoxina per defensar els interessos colonials de la metròpoli i a on va morir l'últim baró de Nyer el 1953.